# Pedro Morejón
Pedro Morejón, de son nom complet Pedro Fritz Morejón Carrillo, est un homme politique vénézuélien. Député du parti Mouvement Cinquième République à l'Assemblée nationale du Venezuela en 2005 et 2006, il a été ministre du Tourisme en 2009 et ministre de l'Économie commune entre 2006 et 2009.

## Biographie

### Carrière politique
En 2005, il est élu député à l'Assemblée nationale du Venezuela pour la municipalité de Sucre. Le site Internet El Pitazo, reprenant les indications du média Tal Cual révèle que durant son mandant, qui a duré neuf mois, il n'a participé à la rédaction d'aucune loi. Il occupe ensuite le poste de ministre de l'Économie commune de 2006 à 2009, puis durant cette même année 2009 celui de ministre du Tourisme pendant 81 jours avant d'être remplacé par Alejandro Fleming.

### Carrière civile
Fondateur de l'entreprise Velaven, il obtient grâce à celle-ci, une licence d'opérateur sur la cryptomonnaie vénézuélienne petro en 2019.

## Controverses
En juillet 2017, le site en ligne El Nuevo Herald révèle qu'il fait l'objet d'une enquête par la justice américaine pour ses liens supposés avec le narcotrafic.